# Scorff (fiume)
Lo Scorff (in bretone Skorf) è un fiume francese che scorre nella regione della Bretagna, attraversando il dipartimento del Morbihan (56)  per poi sfociare nell'Oceano Atlantico dopo essersi congiunto al fiume Blavet formando con esso l'estuario.

## Geografia
La sorgente dello Scorff è a nord di Langoëlan.
Il fiume attraversa il Morbihan passando per Guémené-sur-Scorff e per Pont-Scorff e termina il suo corso a Lorient, ove le sue acque si uniscono a quelle del Blavet nella rada di Lorient, sfociando quindi nell'Oceano Atlantico.
Nella parte centrale del suo corso segna il confine fra i dipartimenti di Finistère (alla sua destra orografica) e di Morbihan.

## Idrologia
Lo Scorff presenta a Pont Kerlo in Plouay una superficie di bacino di 300 km² (circa il 60 % della totalità del suo bacino all'imbocco nella rada di Lorient) e la sua portata media intera annua è  di 5,02 m³/s.
Quella media mensile varia fra 10,1 m³/s in périodo di piena nell'inverno e di 1,36 m³/s nel periodo di magra in estate. Tuttavia, nel breve periodo, le sue variazioni di portata sono ben più significative.
La portata massima giornaliera è di 93,00 m³/s (valore misurato il 15 febbraio 1974) e la portata minima su tre giorni consecutivi è di 0,111 m³/s (valore misurato fra il 29 ed il 31 agosto 1976 durante la sua maggior magra storica).

## Ittiologia

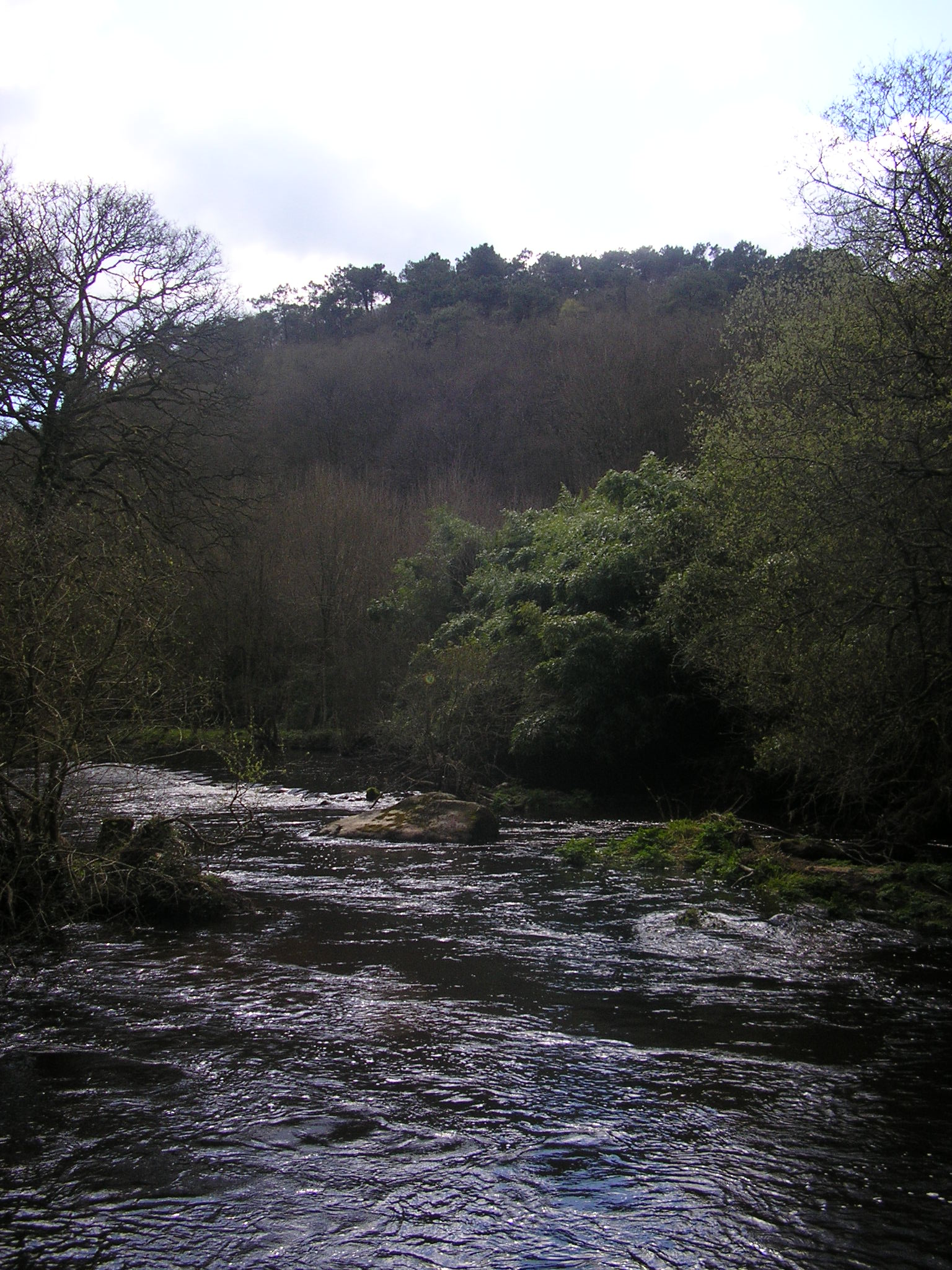
Lo Scorff nella la foresta di Pont Calleck

Nelle sue acque si pesca la trota fario ed il suo corso viene anche risalito dal salmone atlantico.